# كيلي يو
كيلي يو هي مغنية وممثلة كندية، ولدت في 7 نوفمبر 1989 في لياونينغ في الصين.

## وصلات خارجية
- كيلي يو على موقع IMDb (الإنجليزية)
- كيلي يو على موقع ميوزك برينز (الإنجليزية)
- كيلي يو على موقع قاعدة بيانات الفيلم (الإنجليزية)